# 1971 год в истории железнодорожного транспорта
1971 год в истории железнодорожного транспорта

## События
- Создана Организация железных дорог Греции.
- Открыта Малая Забайкальская железная дорога.[1][2]

### Введены в эксплуатацию участки
В СССР:
- Шоткуса — Мегрега протяжённостью 50,7 км
- Монино — Фрязево протяжённостью 23,8 км
- Прут — Кагул протяжённостью 41,1 км
- участок Цементная (ныне станция Клёны) — плотина Саратовской ГЭС протяжённостью 21,1 км[3]
- Балхаш — Саякский Рудник протяжённостью 205,6 км
- Арсентьевка — Ильинск протяжённостью 29,6 км
- участок линии Варфоломеевка — Новочугуевка протяжённостью 26,0 км (полностью линия Варфоломеевка — Новочугуевка, имевшая проектное название «Варфоломеевка — Новомихайловка»[4] (по расположенному вблизи Новочугуевки села Новомихайловка), будет сдана в эксплуатацию в следующем 1972 году)
- Баженово — Асбест протяжённостью 14,2 км

Всего в СССР в 1971 году было сдано в эксплуатацию 412,1 км железных дорог общего пользования.

## Новый подвижной состав
- Ворошиловградский завод выпустил первые опытные тепловозы ТЭ114 и ТЭ116 с электрической передачей переменно-постоянного тока[5].
- Чехословацкие заводы Škoda выпустили опытный электровоз ЧС4Т (серийное производство начнётся через два года), отличающийся от ЧС4 новым кузовом и реостатным торможением[6].
- Людиновский завод начал выпуск тепловоза ТГМ4, отличавшегося от ТГМ3 улучшенным двигателем[5].
- Брянский завод выпустил опытные маневровые тепловозы ТЭМ5, представлявшие собой соединение кузова ТЭМ2 с экипажной частью ТЭ109[7].
- На испытания поступили первые узкоколейные тепловозы ТУ7 производства Камбарского завода[8].
- НЭВЗом был построен опытный электровоз ВЛ80А
- Новочеркасский электровозостроительный завод выпустил восьмиосный электровоз ВЛ80А-751[5].